# Stefan Benz (Schriftsteller)
Stefan Benz (* 1966 in Darmstadt) ist ein deutscher Schriftsteller von Kriminalromanen.

## Leben
Stefan Benz studierte Amerikanistik, Germanistik sowie Theater-, Film- und Fernsehwissenschaften an der Johann Wolfgang Goethe-Universität Frankfurt am Main.
1992 schloss er das Studium (M.A.) ab.
Danach arbeitete er als Kulturredakteur beim Darmstädter Echo. Er schreibt seit Mitte der 1980er über Theater, Film und Fernsehen.
2019 begann er Kriminalromane zu veröffentlichen. In seiner satirischen Trilogie Theaterdurst, Theaterwut und Theaterherz, die in Darmstadt spielt, erklärt der fiktive Theaterkritiker Justus Beck große Dramen unkonventionell und deckt dabei Verbrechen in der Kulturszene auf.

## Veröffentlichungen (Auswahl)
- Theaterdurst. Herr Beck und die Höllenlimonade, tredition Verlag, 2019, ISBN 978-3-7482-6295-4.
- Theaterwut. Herr Beck und der Zorn des Than, tredition Verlag, 2019, ISBN 978-3-7497-4626-2.
- Theaterherz. Herr Beck und der Tod des reichen Mannes, tredition Verlag, 2020, ISBN 978-3-347-06929-9.
- Theaterspuk, epubli, Berlin 2023, ISBN 978-3-7584-1661-3.